# Hanmer Springs
Hanmer Springs is een plaats in de regio Canterbury op het Zuidereiland van Nieuw-Zeeland, 65 kilometer ten zuidwesten van Kaikoura.
De plaats is gebouwd rond een populaire warmwaterbron, ontdekt aan het einde van de 19e eeuw.
In Nieuw-Zeeland is de plaats vooral bekend vanwege het Queen Mary Hospital, een kliniek voor drugsverslaafden. In 2003 is de kliniek gesloten en in 2007 is een luxueus spa centrum geopend in het gebouw.

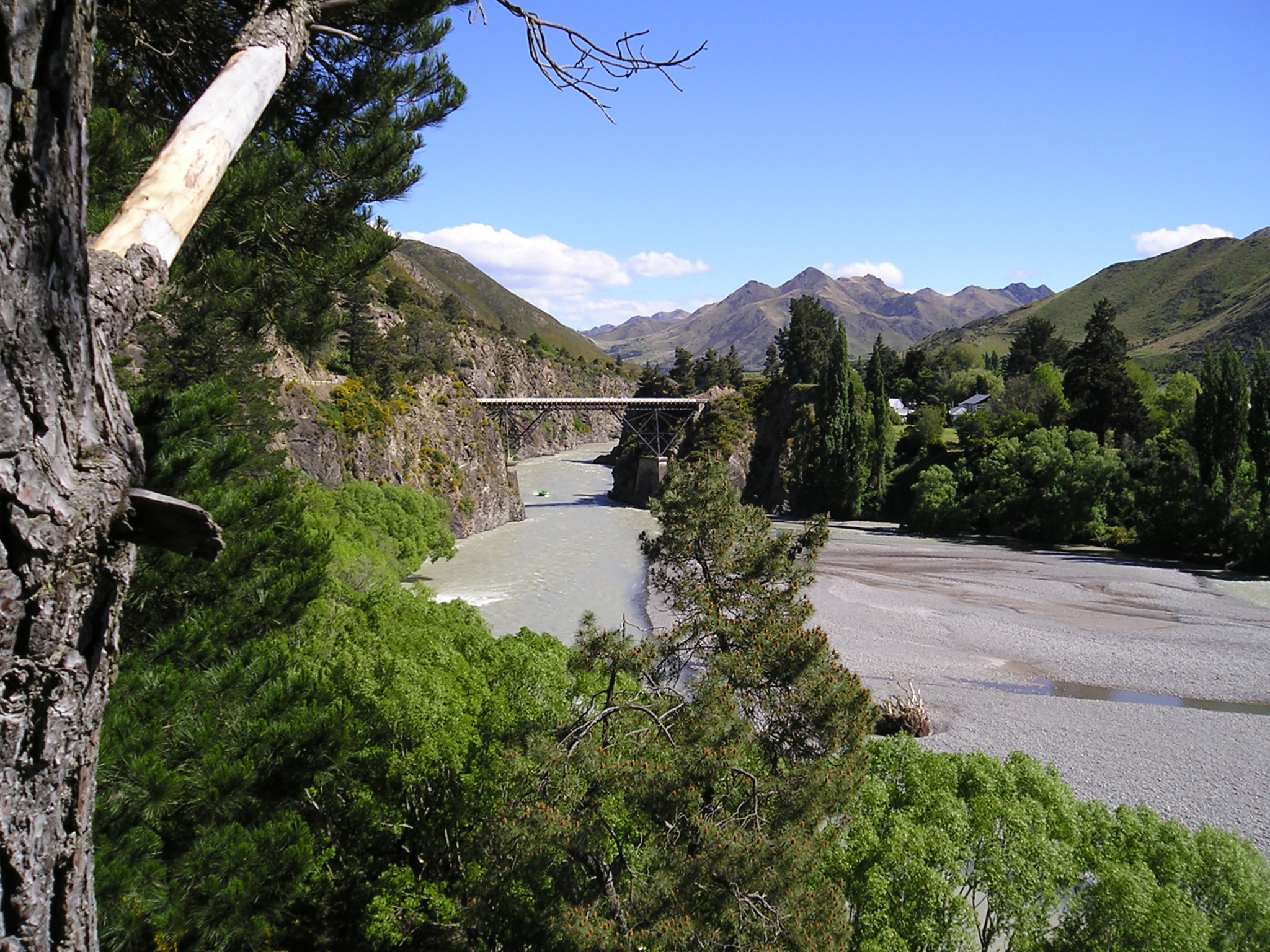
Waiau Ferry Bridge over Waiau River vlak bij Hanmer Springs

Hanmer Springs is een populair oord onder toeristen en de populatie neemt dan ook enorm toe tijdens vakanties. Zij komen hier voor de twee skioorden in de nabije omgeving en uiteraard de warmwaterbron.